# Breslaus voetbalkampioenschap 1924/25
In 1924/25 werd het achttiende Breslaus voetbalkampioenschap gespeeld, dat georganiseerd werd door de Zuidoost-Duitse voetbalbond. Breslauer SC 08 werd kampioen en plaatste zich voor de Midden-Silezische eindronde. De club versloeg SV Preußen 1923 Glatz en SSC 01 Oels en stootte door naar de Zuidoost-Duitse eindronde. De club werd vicekampioen achter Viktoria Forst. Vanaf dit seizoen mochten ook de vicekampioenen naar de eindronde om de Duitse landstitel, waarin de club in de eerste ronde VfB Leipzig versloeg en dan zelf door 1. FC Nürnberg verslagen werd.

## A-Liga
| Plaats | Club                              | Wed. | W | G | V  | Saldo | Ptn   |
| ------ | --------------------------------- | ---- | - | - | -- | ----- | ----- |
| 1.     | Breslauer SC 08                   | 14   | 7 | 4 | 3  | 28:16 | 18:10 |
| 2.     | SC Hertha Breslau                 | 14   | 7 | 3 | 4  | 21:12 | 17:11 |
| 3.     | Vereinigte Breslauer Sportfreunde | 14   | 7 | 3 | 4  | 23:14 | 17:11 |
| 4.     | VfB 1898 Breslau                  | 14   | 7 | 1 | 6  | 24:22 | 15:13 |
| 5.     | Breslauer FV 06                   | 14   | 6 | 3 | 5  | 20:21 | 15:13 |
| 6.     | SC Vorwärts Breslau               | 14   | 3 | 6 | 5  | 16:23 | 12:16 |
| 7.     | SC Schlesien 01-Rapid Breslau     | 14   | 4 | 3 | 7  | 21:25 | 11:17 |
| 8.     | Breslauer SpVgg Komet 05          | 14   | 3 | 1 | 10 | 13:33 | 7:21  |

|  | Kampioen                              |
|  | Deelname promotie/degradatie play-off |

## B-Liga
| Plaats | Club                              | Wed. | W  | G | V  | Saldo | Ptn   |
| ------ | --------------------------------- | ---- | -- | - | -- | ----- | ----- |
| 1.     | VfR 1897 Breslau                  | 16   | 12 | 3 | 1  | 42:15 | 27:05 |
| 2.     | SC Alemannia 1909 Breslau         | 16   | 11 | 4 | 1  | 41:17 | 26:06 |
| 3.     | Vereinigte Breslauer Rasenfreunde | 16   | 7  | 3 | 6  | 32:29 | 17:15 |
| 4.     | FC Eintracht 1907 Breslau         | 16   | 7  | 2 | 7  | 29:39 | 16:16 |
| 5.     | VSV Union Wacker 08 Breslau       | 16   | 5  | 3 | 8  | 27:27 | 13:19 |
| 6.     | BV Minerva 1909 Breslau           | 16   | 4  | 4 | 8  | 31:32 | 12:20 |
| 7.     | SC Germania Breslau               | 16   | 5  | 2 | 9  | 34:48 | 12:20 |
| 8.     | SC Sturm 1916 Brockau             | 16   | 5  | 2 | 9  | 20:32 | 12:20 |
| 9.     | SC Askania 1909 Breslau           | 16   | 3  | 3 | 10 | 15:32 | 09:23 |

|  | Kampioen, deelname promotie/degradatie-play-off |

## Promotie/Degradatie play-off
Heen
|             |                  |       |                          |         |
| 7 juni 1925 | VfR 1897 Breslau | 3 – 0 | Breslauer SpVgg Komet 05 | Breslau |
| 7 juni 1925 |                  |       |                          | Breslau |

Terug
|              |                          |       |                  |         |
| 14 juni 1925 | Breslauer SpVgg Komet 05 | 0 – 0 | VfR 1897 Breslau | Breslau |
| 14 juni 1925 |                          |       |                  | Breslau |